# Newtown (Ohio)
Newtown es una villa ubicada en el condado de Hamilton en el estado estadounidense de Ohio. En el Censo de 2010 tenía una población de 2672 habitantes y una densidad poblacional de 435,12 personas por km².

## Geografía
Newtown se encuentra ubicada en las coordenadas 39°7′26″N 84°21′6″O / 39.12389, -84.35167. Según la Oficina del Censo de los Estados Unidos, Newtown tiene una superficie total de 6.14 km², de la cual 5.63 km² corresponden a tierra firme y (8.39%) 0.52 km² es agua.

## Demografía
Según el censo de 2010, había 2672 personas residiendo en Newtown. La densidad de población era de 435,12 hab./km². De los 2672 habitantes, Newtown estaba compuesto por el 94.57% blancos, el 1.42% eran afroamericanos, el 0.22% eran amerindios, el 1.61% eran asiáticos, el 0% eran isleños del Pacífico, el 0.79% eran de otras razas y el 1.38% pertenecían a dos o más razas. Del total de la población el 2.13% eran hispanos o latinos de cualquier raza.